# Giovanni Brusca
(Giovanni Brusca, dichiarazione tratta dal libro Ho ucciso Giovanni Falcone, di Saverio Lodato, Mondadori)
Giovanni Brusca, soprannominato in lingua siciliana u verru (il porco), oppure lo scannacristiani per la sua ferocia (San Giuseppe Jato, 20 febbraio 1957), è un mafioso e collaboratore di giustizia italiano, in passato membro di rilievo di Cosa Nostra.
Capo del mandamento di San Giuseppe Jato ed esponente di spicco dei Corleonesi, è stato condannato per oltre un centinaio di omicidi, tra cui quello tristemente celebre di Giuseppe Di Matteo (figlio del pentito Santino Di Matteo), strangolato e sciolto nell'acido quando aveva 15 anni, e per la strage di Capaci, in cui morirono il giudice Giovanni Falcone, la moglie Francesca Morvillo e i tre agenti di scorta, Antonio Montinaro, Rocco Dicillo e Vito Schifani, nella quale Brusca ricoprì un ruolo fondamentale, in quanto fu l'uomo che materialmente spinse il tasto del radiocomando a distanza che fece esplodere il tritolo piazzato in un canale di scolo sotto l'autostrada.
Arrestato il 20 maggio 1996, nel 2000 gli viene riconosciuto lo status di collaboratore di giustizia. Il 31 maggio 2021 Brusca, dopo aver trascorso 25 anni in carcere, è stato liberato per aver scontato la sua pena, rimanendo sottoposto alla libertà vigilata per ulteriori 4 anni, secondo quanto stabilito dalla Corte d'appello di Milano.
Nel luglio del 2022 è sorvegliato speciale in quanto ritenuto socialmente pericoloso, quindi deve sottoporsi a obbligo di firma e non può uscire la sera o incontrare pregiudicati.. Il 5 giugno 2025 è libero per fine pena, calcolata con gli sconti di pena riconosciuti per la collaborazione con la giustizia. Infatti, al 31 maggio 2025 sono trascorsi i 4 anni di libertà vigilata impostigli dalla magistratura di sorveglianza.

## Biografia
Figlio del boss Bernardo Brusca (1929-2000) e fratello di Emanuele ed Enzo Salvatore, tutti "uomini d'onore" della Famiglia di San Giuseppe Jato, all’età di 13 anni raggiungeva nei covi i latitanti Bernardo Provenzano e Calogero Bagarella portando loro da bere, da mangiare e soprattutto informazioni. Portò i viveri anche a Salvatore Riina quando questi era sotto la protezione dei Brusca nel periodo dello scontro con Stefano Bontate. Non avendo voglia di studiare, i genitori lo mandarono a lavorare prima come carpentiere nella ditta di un cugino e poi ad accudire gli animali dai suoi zii. Poco prima di diventare maggiorenne si dedicò al commercio di nocciole, mandorle e olio. Giovanni entrerà nella cosca del padre nel 1976 all'età di 19 anni, dopo aver commesso già due omicidi in un anno; il suo “padrino” nella cerimonia d'iniziazione (la cosiddetta "punciuta") fu proprio Riina.
Brusca faceva parte di un gruppo di fuoco formato da killer spietati che agivano sotto le direttive di Riina, di cui facevano parte anche Antonino Madonia, Giuseppe Giacomo Gambino, Pino Greco detto Scarpuzzedda, Mario Prestifilippo, Filippo Marchese, i fratelli Antonino e Giuseppe Marchese, Giuseppe Lucchese, Giovanbattista Pullarà, Vincenzo Puccio e Calogero Ganci: in tale veste infatti nel 1977 partecipò all'omicidio del colonnello dei carabinieri Giuseppe Russo, nel 1982 agli eccidi dei boss Alfio Ferlito e Rosario Riccobono e nel 1983 si occupò di preparare, insieme ad Antonino Madonia, l'autobomba utilizzata per uccidere il giudice Rocco Chinnici e gli agenti di scorta, e nel 1984 la strage di Poggio Vallesana (in cui Brusca istruisce i Nuvoletta su come strangolare e successivamente far scomparire i cadaveri dei 5 uomini di Alfieri-Bardellino-Buscetta). All’indomani dell'eccidio Chinnici, su incarico di Riina, Brusca si attivò personalmente per pedinare il giudice Giovanni Falcone e studiare le sue abitudini e i suoi orari pensando di far esplodere una vespa imbottita di tritolo. Studiò anche la possibilità di far esplodere un furgoncino davanti al Palazzo di Giustizia di Palermo o di utilizzare dei bazooka. Il capitano dei carabinieri Mario D'Aleo, comandante della Compagnia di Monreale, intuì lo spessore criminale di Giovanni Brusca ed infatti lo arrestò per il danneggiamento di un automezzo nonché sottopose a pressanti indagini il padre Bernardo: la vendetta dei Brusca arrivò il 13 giugno 1983, quando il capitano D'Aleo venne ucciso in un agguato insieme ai colleghi Giuseppe Bommarito e Pietro Morici.
Nel 1984 Brusca venne colpito da un mandato di cattura per associazione mafiosa a seguito delle dichiarazioni di Tommaso Buscetta e Salvatore Contorno e venne inviato al soggiorno obbligato a Linosa; a seguito dell'arresto del padre Bernardo avvenuto l'anno successivo, il reggente del mandamento di San Giuseppe Jato divenne Baldassare Di Maggio. Nel 1987 partecipò alla pianificazione dell’omicidio da consumare all’interno della piscina comunale di via Belgio, a Palermo, dove Falcone andava a nuotare ma l’operazione venne cancellata. Nel 1991 Giovanni Brusca si diede alla latitanza, riprendendo le redini della Famiglia di San Giuseppe Jato e mettendo da parte Di Maggio, che fuggì per timore di essere ucciso prima all'estero e poi in Piemonte, dove venne arrestato e iniziò a collaborare con la giustizia, facendo arrestare Salvatore Riina.

### La "guerra" contro lo Stato italiano e l’omicidio Di Matteo

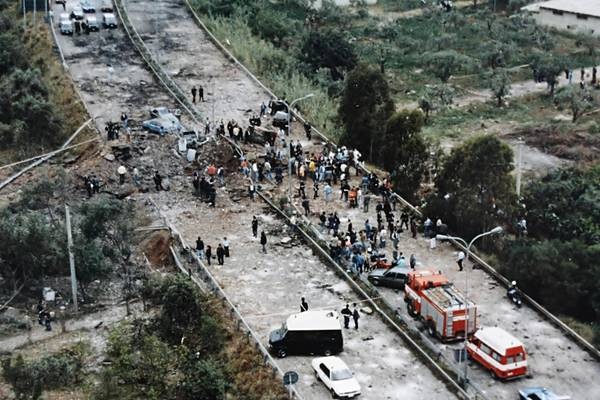
Il cratere provocato dalla devastante esplosione a Capaci, che uccise il giudice Giovanni Falcone, la moglie Francesca Morvillo e tre agenti di scorta; Brusca azionò materialmente il comando che provocò la deflagrazione.

Quando nel 1992 i Corleonesi iniziarono a fare la guerra contro lo Stato, Brusca divenne uno dei killer più importanti del gruppo: infatti assassinò il capo della Famiglia di Alcamo, Vincenzo Milazzo, quando iniziò ad opporsi alle stragi, e pochi giorni dopo fece strangolare barbaramente anche la compagna di Milazzo, Antonella Bonomo, che era incinta di tre mesi.
Brusca diresse poi tutta la fase esecutiva del suo delitto più famoso, la strage di Capaci, dal reperimento dell'esplosivo fino alla deflagrazione dell'ordigno che uccise il giudice Giovanni Falcone, la moglie e gli uomini della scorta. Brusca, come dichiarerà lui stesso, si ritiene uno dei mandanti della strage di via D'Amelio pur non avendo partecipato alla fase organizzativa poiché era stato inviato da Riina nel trapanese per appianare delle divergenze sorte tra le famiglie di quella provincia.
Il collaboratore di giustizia calabrese Franco Pino ai magistrati rivelò che all'indomani delle stragi di Capaci e di via D'Amelio i maggiori esponenti della 'ndrangheta parteciparono a una riunione a Nicotera Marina per discutere di una proposta di Cosa nostra, comunicata da Giovanni Brusca: creare un fronte unico per una strategia della tensione che avrebbe previsto attentati e omicidi in Calabria e in regioni del Nord e "specificatamente si parlava di assaltare caserme nei paesi dove c’erano cinque o sei carabinieri, piccole stazioni. Io non diedi adesione alla richiesta dei siciliani. Se la Calabria ‘ndranghetista avesse aderito apertamente ci saremmo dovuti stare anche noi. Se Luigi Mancuso mi avesse detto "Piromalli e Pesce aderiscono", io avrei aderito anche a malincuore".
Nel settembre di quell'anno lo stesso Brusca partecipò all'omicidio del potente esattore Ignazio Salvo, il quale si era dimostrato incapace di modificare le sentenze sfavorevoli a Cosa Nostra; inoltre, tra ottobre e novembre, Brusca incaricò Santo Mazzei (mafioso di Catania) di collocare un proiettile d'artiglieria nel Giardino di Boboli a Firenze al fine di creare allarme sociale e condizionare le istituzioni nella prospettiva di benefici per i detenuti in regime carcerario di cui all'articolo 41 bis; nello stesso periodo Brusca stava pianificando attentati contro l'allora ministro della giustizia Claudio Martelli, il deputato Calogero Mannino e il giudice Pietro Grasso, progetti che però non andarono in porto.
Dopo l'arresto di Riina nel gennaio del 1993, Brusca fu favorevole alla continuazione della strategia degli attentati dinamitardi, insieme ai boss Leoluca Bagarella, Matteo Messina Denaro e ai fratelli Filippo e Giuseppe Graviano, i quali pianificarono anche il sequestro del piccolo Giuseppe Di Matteo come ritorsione verso il padre Santino, divenuto collaboratore di giustizia: gli attentati dinamitardi a Firenze, Milano e Roma nell'estate 1993 provocarono in tutto 10 morti e 106 feriti, oltre a ingenti danni al patrimonio artistico italiano. Nell’autunno del 1993 la posizione di Brusca stava vacillando, perché i collaboratori di giustizia che si stavano rivelando più dannosi per Cosa Nostra, come Baldassare Di Maggio ed il già citato Santino Di Matteo, appartenevano al suo mandamento; Bagarella, Graviano e Messina Denaro gli rinfacciarono di non aver ucciso prima Di Maggio, la cui condanna a morte era stata emessa già nell’estate del 1992, così l’attenzione fu posta su Di Matteo, con il sequestro del figlio tredicenne Giuseppe, il quale verrà strangolato e sciolto nell’acido l’11 gennaio 1996, lo stesso giorno in cui i giudici condannavano Brusca all'ergastolo insieme a Bagarella per l'omicidio di Salvo. Al riguardo Brusca dirà: "Non cercherò attenuanti. Non ho avuto alcuna esitazione a mandare a morte un ragazzino di 15 anni. Sono diventato il mostro per aver commesso questo delitto. Forse non lo sarei diventato se mi fossi limitato a uccidere il dottor Falcone e sua moglie. Mi rendo conto perfettamente che un atto del genere non può essere perdonato e nemmeno dimenticato. Sono io l’ispiratore dell'omicidio e il principale responsabile di un sequestro durato due anni e tre mesi".

### L'arresto

Giovanni Brusca viene tratto in arresto, il 20 maggio 1996

Il 12 gennaio 1996, seguendo le indicazioni del collaboratore di giustizia Tony Calvaruso (ex braccio destro di Leoluca Bagarella), gli inquirenti arrivarono ad una villa a Borgo Molara, dove Brusca si nascondeva insieme alla compagna Rosaria Cristiano e al figlioletto Davide di 5 anni, che però riuscirono a fuggire prima dell'irruzione delle forze dell'ordine. Nel febbraio successivo, due fedelissimi di Brusca, Giuseppe Monticciolo e Vincenzo Chiodo, vennero arrestati e decisero subito di collaborare con la giustizia: fecero infatti scoprire il casolare-bunker in contrada Giambascio a San Giuseppe Jato, dove un mese prima era stato ucciso e sciolto nell'acido il piccolo Giuseppe Di Matteo e lì venne trovato un vero e proprio arsenale a disposizione di Brusca (dieci missili, un lanciamissili, 10 bazooka, 50 kalashnikov, 400 kg di esplosivo, 10 bombe anticarro, un lanciagranate, 7 fucili mitragliatori, 35 pistole, giubbotti antiproiettile ed ordigni esplosivi già confezionati).
Monticciolo e Chiodo diedero indicazioni utili sui possibili nascondigli di Brusca, cui seguì il ritrovamento di un’agenda con codici e numeri di telefono trovata addosso al latitante Salvatore Cucuzza, reggente del mandamento di Porta Nuova: dopo vari pedinamenti e intercettazioni basati su tali informazioni, Brusca fu infine arrestato il 20 maggio 1996 in via Papillon, contrada Cannatello (frazione balneare di Agrigento), dove un fiancheggiatore gli aveva messo a disposizione un villino, in cui abitava anche il fratello Enzo Salvatore insieme alla moglie.
L'operazione venne coordinata dal questore di Palermo Arnaldo La Barbera e condotta dagli uomini della Squadra Mobile palermitana guidati dal commissario Luigi Savina: per identificare esattamente il covo in cui si trovava Brusca, in quanto nella via vi erano diverse villette una accanto all'altra, si adottò lo stratagemma di utilizzare una motocicletta smarmittata guidata da un poliziotto in borghese il quale dava delle forti accelerate al motore portandosi di fronte ai cancelli delle ultime tre ville in modo che il rombo del motore fosse percepibile dall'audio di "fondo" nell'intercettazione telefonica sull'utenza di Brusca; via radio "guidarono" il collega in moto in quel segmento di via, e ascoltando il massimo percepibile del rumore del motore, capirono che quello era il punto esatto e diedero il via al blitz con la frase d’ordine, “ddrocu è“. Alcuni abitanti locali raccontano che gli agenti, non riuscendo a capire perfettamente qual era l'esatta ubicazione della casa di Brusca, irruppero contemporaneamente nelle due villette a destra e a sinistra (oltre che a quella centrale dove poi fu scovato), onde evitare appunto uno sbaglio che avrebbe compromesso l'operazione e potenzialmente favorito la fuga. Ironia della sorte, al momento dell’arresto, i fratelli Brusca stavano guardando il film Giovanni Falcone di Giuseppe Ferrara, trasmesso da Canale 5, e vennero ammanettati dall'ispettore Luciano Traina, fratello di Claudio, uno degli agenti di scorta uccisi nella strage di via d'Amelio.
L'azione fu molto movimentata e nello stesso tempo velocissima, tanto che alcuni vicini di casa dirimpettai, accorsi alle finestre per il trambusto udito, alla vista di questi agenti non in divisa, armati di mitra, che indossavano il "mephisto" nero, abbassarono terrorizzati le tapparelle delle proprie finestre, uscendo da casa solamente il giorno dopo. Nella casa vennero trovati anche decine e decine di pizzini scritti da imprenditori e commercianti che chiedevano la clemenza del boss, nonché un borsone pieno di contanti e una collezione di abiti firmati e di orologi d'oro Rolex, Cartier e Baume & Mercier.
I fratelli Brusca vennero scortati in manette da un convoglio di poliziotti fino alla Questura di Palermo, dove gli agenti con il volto coperto dal passamontagna arrivarono con le mitragliatrici alzate tra la folla di curiosi e giornalisti e si abbandonarono a suoni di clacson ed urla di gioia per la riuscita dell'operazione, immagini che vennero trasmesse da tutte le televisioni nazionali e internazionali e che provocarono numerose polemiche: il giornalista Giorgio Bocca scrisse in un articolo molto critico uscito in quei giorni sul quotidiano La Repubblica "... sembra di essere a Città del Messico la sera che vi entrò Pancho Villa". All'interno della Questura, in segno di vendetta, Brusca venne posto dagli agenti vicino ad una fotografia di Falcone e Borsellino appesa al muro e fotografato in quella posa; fu inoltre necessario l'intervento dei Vigili del fuoco per segare le manette ai suoi polsi poiché la chiave era andata persa nella confusione.

### La collaborazione con la giustizia
Brusca decise di collaborare e l’intenzione di voltare le spalle a Cosa Nostra arrivò il 23 maggio, nel giorno del quarto anniversario della strage di Capaci, quando il PM Alfonso Sabella ricevette una telefonata in codice da un dirigente del Gruppo Operativo Mobile. A giugno, a circa un mese dall'arresto, Brusca iniziò a rendere dichiarazioni ai magistrati delle Procure di Palermo, Caltanissetta e Firenze; a raccogliere le sue prime dichiarazioni furono Savina e Sanfilippo i quali per non dare nell'occhio entrarono nel carcere dell'Ucciardone dentro al bagagliaio di una macchina mentre il suo primo interrogatorio con i magistrati (il PM Alfonso Sabella, il procuratore Giancarlo Caselli, l’aggiunto Guido Lo Forte, il questore Arnaldo La Barbera) e i due poliziotti venne allestito in un ufficio delle Poste. Brusca raccontò episodi dettagliati relativi a gente come Pietro Aglieri, Nino Giuffrè, Carlo Greco e Salvatore Di Gangi, tutti uomini legati a Bernardo Provenzano, mentre sui fedelissimi di Totò Riina, del quale è stato uno dei più devoti seguaci, non disse nulla. Grazie alle sue indicazioni Greco verrà arrestato mentre Di Gangi riuscirà a scappare poco prima del blitz. La notizia trapelò sui giornali soltanto in agosto, causando violentissime reazioni e polemiche: provocò clamore l'intervista concessa dal suo difensore di fiducia, l'avvocato Vito Ganci, nella quale affermava che il "pentimento" del suo assistito era pilotato dall'allora Presidente della Commissione Antimafia Luciano Violante (che avrebbe incontrato Brusca su un volo aereo nel 1991) al fine di accusare Giulio Andreotti, all'epoca sotto processo per concorso esterno in associazione mafiosa. Tali affermazioni vennero smentite da Brusca (che cambiò difensore) ma in ottobre venne iscritto nel registro degli indagati per calunnia poiché le sue prime dichiarazioni miravano ad accusare il suo acerrimo nemico Baldassare Di Maggio ed escludere le responsabilità di mafiosi a lui vicini (soprattutto Giovanni Riina, figlio di Totò, e Vito Vitale, boss di Partinico): la manovra venne scoperta anche grazie alle dichiarazioni del fratello di Brusca, Enzo Salvatore, che da qualche mese collaborava pure con gli inquirenti in accordo segreto con Giovanni. Messo alle strette dai magistrati, Brusca confessò l'inganno e iniziò a rendere nuovi interrogatori, questa volta ritenuti attendibili, grazie ai quali fu possibile condannare decine di mafiosi in diversi procedimenti penali, dove anch'egli era imputato ed in cui ottenne rilevanti sconti di pena grazie al suo contributo: nel 1997 infatti gli vennero comminati 27 anni di carcere anziché l'ergastolo al processo per la strage di Capaci e la stessa cosa avvenne nel 1999, quando gli furono comminati trent'anni di reclusione per il sequestro e l'omicidio del piccolo Giuseppe Di Matteo.
Nel 2000 Brusca (fino ad allora considerato dalla giustizia solo un "dichiarante") riuscì ad ottenere lo status di "collaboratore di giustizia", che gli consentì di lasciare il regime carcerario duro previsto dall'articolo 41-bis e di godere dei benefici previsti dalla legge, compreso un sussidio di 500 000 lire al mese per sé e per i componenti della sua famiglia.
Durante la sua collaborazione, Brusca ha ammesso di aver eseguito o ordinato oltre 150 omicidi e di non ricordarsi nemmeno di tutte le sue vittime. Al processo Andreotti, negò di aver saputo dell'incontro tra Riina e il politico democristiano riferito da Baldassare Di Maggio (dove avvenne il famoso "bacio"), circostanza invece confermata dal fratello Enzo. Fu inoltre il primo collaboratore di giustizia a parlare del cosiddetto "papello", un foglio con l'elenco di richieste che Riina avanzò allo Stato dopo le stragi. Il 3 maggio 2011 a Firenze durante un’udienza del processo sulle stragi Brusca sostenne che Riina gli disse che era stato avviato un dialogo a distanza con Nicola Mancino, all’epoca dei fatti ministro dell’Interno: “Non mi disse il tramite ma il committente finale e mi fece il nome di Mancino”; questa tesi fu respinta seccamente da Mancino. Brusca sostenne inoltre che mentre Riina e Vito Ciancimino erano impegnati su un fronte, lui lavorava su un’altra sponda nella speranza di ottenere dei vantaggi per un gruppo di boss detenuti tra i quali suo padre Bernardo e Luciano Liggio: il suo interlocutore sarebbe stato Paolo Bellini, personaggio legato ad ambienti neofascisti, ma la storia sarebbe andata per le lunghe e l’unica trattativa rimasta in piedi sarebbe stata quella tra lo Stato e Riina. Inoltre Brusca sarebbe stato mobilitato per eliminare Pietro Grasso, già giudice a latere nel Maxiprocesso, ma davanti all’abitazione della suocera dove si sarebbe dovuto colpire c’era una banca il cui sistema di allarme avrebbe potuto disturbare il funzionamento del telecomando da utilizzare per l’esplosione e così il piano fu accantonato.
Nel corso dei vari processi, Brusca ha pubblicamente chiesto perdono ai familiari delle sue vittime. Nel 1998, durante un confronto nell'udienza del processo "Borsellino bis", Santino Di Matteo scagliò un microfono contro Brusca e gli urlò: "Animale, non sei degno di stare in quest'aula, ti dovrei staccare la testa!".

### La detenzione
Detenuto nel penitenziario romano di Rebibbia dal 20 maggio 1996, nel 2004, grazie ad una decisione del Tribunale di sorveglianza di Roma, gli sono stati concessi periodicamente dei permessi premio per buona condotta, consentendogli così di poter uscire dal carcere ogni 45 giorni e poter far visita alla propria famiglia, in una località protetta.
L'autorizzazione suscitò diverse polemiche da parte dell'opinione pubblica. Brusca perse tuttavia il diritto alle uscite dal carcere nello stesso anno, a causa dell'uso di un telefono cellulare, in aperta violazione alle norme sui benefici carcerari.
Nel 2010 ricevette, in carcere, un'accusa di riciclaggio, di intestazione fittizia di beni e di tentata estorsione. Il 17 settembre di quell'anno i carabinieri del Gruppo di Monreale, per ordine della Procura di Palermo, effettuarono una perquisizione nella sua cella e, in contemporanea, anche nelle abitazioni di suoi familiari, confiscando a Brusca una parte del suo patrimonio che, secondo gli inquirenti, avrebbe continuato a gestire dal carcere. Brusca avrebbe cercato di recuperare soldi di un vecchio investimento immobiliare a Palermo con una lettera dai toni mafiosi inviata alla moglie di un ex fiancheggiatore. Nel registro degli indagati finì anche sua moglie Rosaria Cristiano accusata di riciclaggio: nella sua abitazione in località segreta i militari trovarono 188.000 euro in contanti che sarebbero stati il frutto di attività economiche o della gestione di immobili di cui il pentito non ha mai parlato. Nel luglio del 2014 il giudice monocratico della seconda sezione del Tribunale di Palermo respinse la tesi della Procura che aveva chiesto la condanna a un anno di carcere e assolse Brusca dall’accusa di violenza privata per aver tentato di riprendersi con le minacce parte del patrimonio intestato a due coniugi di Altofonte che aveva usato come prestanome.
L'8 agosto 2015 i giudici della sezione Misure di prevenzione del Tribunale di Palermo accolgono la richiesta della Procura distrettuale disponendo il sequestro di beni intestati ai prestanome del pentito ma a lui finanziariamente riconducibili. In realtà Brusca si è smascherato da solo con una lettera inviata a un imprenditore in cui ammetteva di «aver omesso spudoratamente di riferire di quei beni ai giudici».
Nel 2016 interviene l'assoluzione definitiva nel processo, il reato di estorsione viene derubricato in tentativo di violenza privata, mentre la questione relativa all'intestazione fittizia di beni era andata prescritta e all'ex boss furono restituiti 200 000 euro che gli erano stati sequestrati. Successivamente i permessi premio vennero ripristinati, permettendogli di trascorrere in media cinque giorni al mese fuori dal carcere. 
Per gli ultimi mesi dell’anno 2016 Brusca è tornato a casa in stato di libertà godendo di un permesso premio, sotto la sorveglianza del Gruppo Operativo Mobile della polizia penitenziaria. Rientrato nel carcere di Rebibbia l’8 gennaio per partecipare in videoconferenza all’udienza del processo sulla trattativa Stato-mafia nella doppia veste di testimone e imputato. La notizia del permesso premio creò non poco scompiglio, ma Brusca replicò duramente alle polemiche tramite i suoi avvocati sostenendo: “Sono cambiato, sono una persona diversa. Non sono più il crudele uomo di mafia di vent’anni fa.” E inoltre i permessi ottenuti “sono regolari e disciplinati dall’ordinamento penitenziario.” Il cambiamento radicale interiore oltreché estetico (dimagrì di almeno venti chili e perse quasi tutti i capelli) sarebbe arrivato grazie a un isolamento lunghissimo - quasi vent’anni - e alla passione per le letture e lo studio della Storia contemporanea. L’avvocato della famiglia Di Matteo e Tina Montinaro, vedova del capo scorta di Falcone morto anch’egli a Capaci, manifestarono il loro disappunto riguardo al pentimento e alla concessione del permesso premio. L’ex PM Antonio Ingroia avanzò dei dubbi sull’atteggiamento tenuto da Brusca: “Non ha raccontato tutta la verità su come si svolsero i fatti nel “dietro le quinte” della stagione delle stragi e della trattativa; ci sono delle zone d’ombra nelle sue dichiarazioni”.
Brusca ha quindi più volte richiesto gli arresti domiciliari, senza successo.
Silvana Saguto, ex presidente delle Misure di prevenzione del tribunale di Palermo, indagata per una presunta gestione illecita dei beni confiscati alla mafia, ha affermato, nelle intercettazioni diffuse dalla stampa nel 2019, di essere a conoscenza degli intestatari dei beni gestiti da Brusca a Piana degli Albanesi, come "villette e supermercati", sottolineando la presenza di alcune attività commerciali gestite da Brusca e sostenendo che fosse "una vergogna che Brusca c'abbia mezza Piana". Infatti, alcuni di questi beni, per un valore complessivo di un milione di euro, erano stati sequestrati temporaneamente già nel 2015.
Nel dicembre del 2019 la Cassazione nega al detenuto Brusca la concessione degli arresti domiciliari per la "caratura criminale" e la "gravità dei reati commessi". Nel 2020 la stessa Cassazione ha rigettato ulteriori sconti di pena sulla condanna a 30 anni di reclusione.

### La scarcerazione
Il 31 maggio 2021, dopo 25 anni di reclusione, Brusca viene rilasciato dal carcere di Rebibbia per termine della pena, con 45 giorni di anticipo rispetto alla scadenza della condanna; rimarrà comunque in libertà vigilata per altri 4 anni e vivrà sotto protezione.
Nel luglio del 2022 il Tribunale di Palermo ritiene che Brusca sia socialmente pericoloso e gli conferisce lo status di sorvegliato speciale, imponendogli l'obbligo di firma ed il divieto di uscire la sera ed incontrare pregiudicati.

## Condanne

### Strage di Capaci

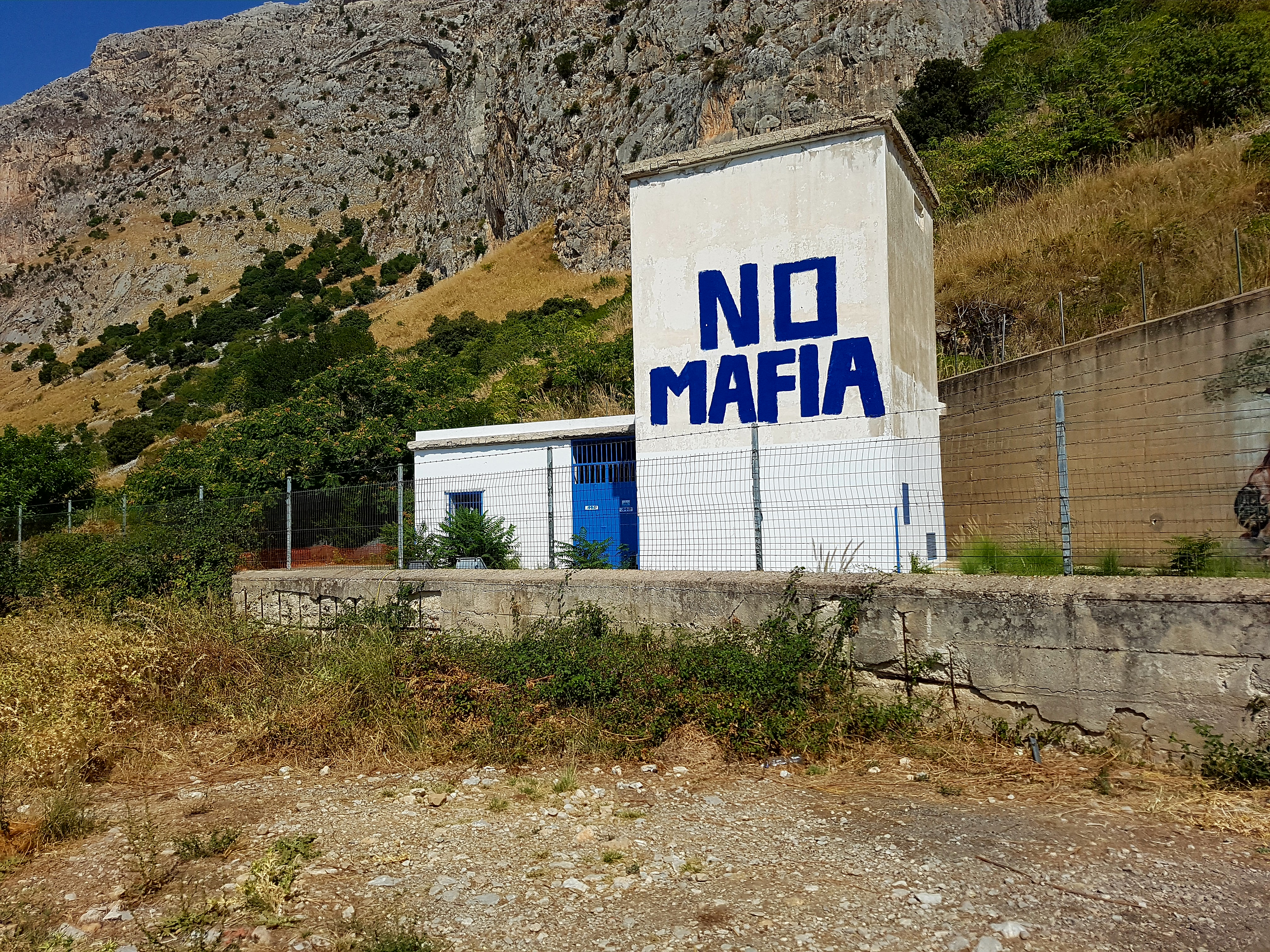
Il luogo dove Brusca si appostò per premere il telecomando.

Giovanni Falcone aveva iniziato la lotta alla mafia già a fine anni sessanta. Fu lui, insieme ai suoi più stretti collaboratori come Paolo Borsellino, a iniziare l'istruttoria del più grande processo alla mafia svoltosi a Palermo, dove vennero convocati oltre 400 imputati. Giovanni Falcone era divenuto pericoloso per le cosche dopo l'omicidio di Ignazio Lo Presti, costruttore "amico degli amici". La moglie di quest'ultimo fece una grossa rivelazione, e cioè che Lo Presti era in stretto contatto con Tommaso Buscetta, "il boss dei due mondi". Era quest'ultimo, dal Brasile, a dirigere gli affari del traffico della droga e gli interessi delle famiglie. Quando Falcone seppe dell'arresto di Buscetta volle andare subito a interrogarlo.
Grazie a Buscetta si fece luce su tanti omicidi, sia politici sia tradizionali, come quelli dei pentiti durante la guerra di mafia, ma anche su quelli dei tanti collaboratori di Falcone, come Rocco Chinnici, Giuseppe Montana e Ninni Cassarà. Totò Riina, scottato dalla condanna in primo grado all'ergastolo, si mise in agitazione perché il giudice stava andando troppo oltre, applicando - prima con Tommaso Buscetta, poi con Salvatore Contorno, Nino Calderone e Francesco Marino Mannoia - lo strumento della collaborazione dei "pentiti", già sperimentato nella lotta al terrorismo, nelle indagini su Cosa nostra. Per questo motivo, il magistrato fu criticato sia dai colleghi magistrati sia dalla stampa, che gli rimproverò una presunta "voglia di protagonismo". Dopo le critiche, anche aspre, a Falcone fu di fatto impedito di assumere il coordinamento delle indagini sulla mafia. Dopo quest'azione di delegittimazione, il 23 maggio 1992, al suo ritorno da Roma, dove svolgeva il ruolo di direttore degli affari penali per il ministero di grazia e giustizia, durante il tragitto verso casa, il giudice Giovanni Falcone, che già nel 1989 era scampato a un attentato, trovò la morte.
Per commettere il delitto furono assoldati ben cinque uomini, tra cui Giovanni Brusca che fu la persona che fisicamente azionò il telecomando, i quali riempirono di tritolo un tunnel, canale di scolo scavato sotto l'autostrada nei pressi di Capaci (per assicurarsi la buona riuscita del delitto, ne misero circa 500 kg). Fu una strage ("l'attentatuni") nella quale persero la vita Giovanni Falcone, la moglie Francesca Morvillo, e tre uomini della scorta: Antonio Montinaro, Vito Schifani e Rocco Di Cillo.

### Strage di via d'Amelio
Brusca dichiarò di non aver partecipato fisicamente alla Strage di via D'Amelio, avvenuta il 19 luglio 1992 a Palermo in cui persero la vita il giudice antimafia Paolo Borsellino e la sua scorta, ma di esserne solo uno dei mandanti, perché a conoscenza di tutti i progetti di morte di Cosa Nostra per l'anno 1992.

### Omicidio di Giuseppe Di Matteo
Giovanni Brusca decise di affrontare la situazione del pentimento di Santino Di Matteo, detto "Mezzanasca", e rapì l'allora tredicenne figlio di questi, Giuseppe. Con la collaborazione di altri criminali e pregiudicati a lui sottoposti, sequestrò il ragazzo nei pressi di un maneggio che era solito frequentare e per i due anni successivi lo spostò continuamente in vari nascondigli. I tentativi di Cosa Nostra di convincere il padre a ritrattare le sue confessioni fallirono e portarono Brusca a eliminare il piccolo Di Matteo, facendolo prima strangolare e successivamente sciogliere nell'acido.
Per l'omicidio del piccolo Giuseppe, oltre che Giovanni Brusca, sono stati condannati all'ergastolo i boss Leoluca Bagarella, Giuseppe Graviano e Matteo Messina Denaro. Quest’ultimo però, arrestato nel gennaio del 2023 dopo quasi 30 anni di latitanza, durante l’interrogatorio in carcere e davanti al GIP, ha ammesso di aver ordinato il sequestro di Giuseppe ma ha negato di averne ordinato il brutale assassinio, responsabilità che ha scaricato su Giovanni Brusca, tornato in libertà da poco.

### Processo sulla trattativa Stato-Mafia
Il 24 luglio 2012 la Procura di Palermo, sotto Antonio Ingroia e in riferimento all'indagine sulla trattativa Stato-mafia, ha chiesto il rinvio a giudizio di Brusca e altri 11 indagati accusati di "concorso esterno in associazione mafiosa" e "violenza o minaccia a corpo politico dello Stato". Gli altri imputati sono i politici Calogero Mannino e Marcello Dell'Utri, gli ufficiali Antonio Subranni, Mario Mori e Giuseppe De Donno, i boss Totò Riina, Leoluca Bagarella, Antonino Cinà e Bernardo Provenzano, il collaboratore di giustizia Massimo Ciancimino (anche per "calunnia") e l'ex ministro Nicola Mancino ("falsa testimonianza").
Il 20 aprile 2018 in primo grado, come richiesto dai pubblici ministeri, le accuse nei confronti di Brusca vengono prescritte.

## Nella cultura di massa
- Brusca compare nella miniserie televisiva Il capo dei capi (2007), interpretato da Domenico Centamore.
- La serie della Rai Il cacciatore (2018-2021), ispirata al libro autobiografico Cacciatore di mafiosi del magistrato Alfonso Sabella, ha tra i personaggi principali Giovanni Brusca, interpretato dall'attore Edoardo Pesce.